# Ексенатид
Ексенатид (Баета) — лікарський засіб, тривалої дії аналог глюкагоноподібного пептиду-1 (ГПП-1). Ексенатид є гіпоглікемічним засобом і застосовується для лікування цукрового діабету 2-го типу. Ексенатид є першим препаратом, що належать до абсолютно нового класу лікарських засобів для лікування цукрового діабету 2-го типу — міметиків інкретіну.

## Фармакологічна дія
Ексенатид є потужним стимулятором інкретіну (глюкагоноподібний пептид-1), що підсилює глюкозозалежну секрецію інсуліну і має інші гіпоглікемічні ефекти інкретинів (придушення неадекватно підвищеної секреції глюкагону і поліпшення функції бета-клітин).
При гіперглікемії введення ексенатіду пригнічує надмірну секрецію глюкагон у й посилює глюкозозалежну секрецію інсуліну з бета-клітин підшлункової залози. Посилена секреція інсуліну припиняється в міру зниження концентрації глюкози в крові. Нормальна глюкагонова відповідь на гіпоглікемію не порушується.
Вживання ексенатіду призводить до зниження апетиту й зменшенню споживання їжі, а також до придушення моторики шлунку, що призводить до уповільнення його спорожнення. Дія препарату базується на заміщенні порушених при цукровому діабеті 2-го типу ефектів гормону-інкретину ГПП-1 (глюкагоноподібного пептиду-1). Дані клінічних досліджень свідчать про те, що терапія ексенатидом забезпечує достовірне поліпшення контролю глікемії у хворих цукровим діабетом 2-го типу.

## Фармакокінетика
Ексенатид виводиться з організму здебільшого за рахунок клубочкової фільтрації з подальшим протеолітичним розпадом. Показник швидкості очищення біологічних рідин і тканин організму (кліренс) від ексенатиду — 9,1 л / год, T1 / 2 — 2,4 год і не залежать від дози.
При слабо або помірно вираженій хронічній нирковій недостатності (КК 30-80 мл / хв) кліренс ексенатиду істотно не відрізняється. При термінальній стадії хронічної ниркової недостатності кліренс ексенатиду знижений до 0,9 л / год.

## Показання до застосування
Ексенатид застосовується при цукровому діабеті 2 типу як додаткова терапія до метформін у, похідним сульфонілсечовини, тіазоліндіону, комбінації метформіну і похідним сульфонілсечовини або метформіну і тіазоліндіону в разі недосягнення адекватного глікемічного контролю.

## Протипоказання
Протипоказаннями до застосування препарату є: цукровий діабет 1-го типу, діабетичний кетоацидоз, гіперчутливість, важкі захворювання шлунково-кишкового тракту із супутнім гастропарезом, важка хронічна ниркова недостатність (КК менше 30 мл / хв), вагітність, період лактації та дитячий вік до 18 років.

## Режим дозування
Початкова доза ексенатіда становить 5 мкг і призначається 2 рази на добу на 1 місяць для поліпшення переносимості. Через 1 місяць після початку лікування доза ексенатиду може бути підвищена до 10 мкг 2 рази на добу для подальшого поліпшення глікемічного контролю. Дози вище 10 мкг не рекомендуються.

## Побічні ефекти
Частота виникнення побічних ефектів препарату: дуже часто (понад 10 %); часто (понад 1%, менше 10 %); іноді (більше 0,1 %, менше 1 %); рідко (більше 0,01 %, менше 0,1 %); вкрай рідко (менш 0,01 %).
Дуже часто виникають такі стани, як гіпоглікемія, нудота, блювання і діарея.
Часто виникають такі стани, як запаморочення, головні болі, зниження апетиту, диспепсія, гастроезофагеальний рефлюкс, відчуття тремтіння, слабість, гіпергідроз, шкірна реакція в місці ін'єкції.
Іноді виникає порушення смакових відчуттів, а також відрижка, абдомінальний біль, метеоризм і закреп.
Рідко спостерігаються висип і свербіж шкіри, а також дегідратація (викликана нудотою, блюванням і / або діареєю), сонливість, ангіоневротичний набряк.
Вкрай рідко виникають анафілактичні реакції.

## Передозування
Симптомами передозування препарату є: нудота, блювання і виражена гіпоглікемія. Для усунення вираженої гіпоглікемії у випадку передозування препарату застосовується парентеральне введення глюкози.

## Взаємодія з іншими лікарськими засобами
При вживанні пероральних лікарських засобів, які вимагають швидкого всмоктування в ШКТ, необхідно враховувати, що препарат може сповільнювати спорожнення шлунка.
Лікарські засоби, дія яких залежить від їх граничної концентрації (у тому числі антибіотики), слід вживати не менше ніж за 1 годину до введення ексенатиду. Якщо ці лікарські засоби необхідно приймати з їжею, слід вживати їх під час тих прийомів їжі, коли ексенатид не вводиться.

## Особливі вказівки
Внутрішньовенне введення препарату не рекомендується. Ексенатид також не слід вводити після прийому їжі.